# Oyayubi Island
Oyayubi Island (japanisch 親指池 Oyayubi-jima, deutsch ‚Daumeninsel‘) ist eine Insel vor der Prinz-Harald-Küste des ostantarktischen Königin-Maud-Lands. Sie liegt 3 km südlich des Mount Chōtō unmittelbar vor der Hügelgruppe Langhovde im östlichen Teil der Lützow-Holm-Bucht.
Vermessungen und Luftaufnahmen der von 1957 bis 1962 durchgeführten japanischen Antarktisexpedition dienten ihrer Kartierung. Die 1972 durch japanische Wissenschaftler vorgenommene Benennung in Anlehnung an diejenige von Oyayubi Point, der südlichen Landspitze der Insel, übertrug das Advisory Committee on Antarctic Names im Jahr 1975 ins Englische.